# Sappho à Leucate
Sappho à Leucate, autrement nommée Sappho se précipitant du rocher de Leucade, est une huile sur toile exécutée par le peintre français Antoine-Jean Gros en 1801. Elle mesure 122 sur 100 cm. Elle est conservée au Musée d'Art et d'Histoire Baron-Gérard, à Bayeux.

## Description et style
Le tableau représente le suicide présumé de la poétesse grecque Sappho en sautant d'une falaise à Leucade. Selon la légende, elle se suicida à cause de son amour non réciproque pour Phaon, qui est en réalité un personnage mythologique. Ce sujet serait tiré de la pièce Leukadia du poète lyrique Ménandre.
La figure de Sappho se tient au bord d'une falaise, dans un paysage nocturne éclairé par les rayons de la lune, qui se reflètent dans la mer sombre devant elle. La scène semble anticiper celle qui est illustrée par le poète italien Giacomo Leopardi dans le poème La Dernière Chanson de Sappho paru en 1822. En appui sur sa jambe gauche, elle emporte avec son voile transparent, sa lyre, qu'elle tient contre elle. Derrière elle, au loin, il y a un autel sacrificiel. A l'opposé d'une vision statique de l'idéal néoclassique, Gros dessine les traits d'une figure romantique.